# Василий Склир
Василий Склир (на гръцки: Βασίλειος Σκληρός) е византийски аристократ и провинциален управител от началото на XI век.
Василий е син на магистъра Роман Склир, син на генерала Варда Склир, който става близък съветник на император Василий II.
Жени се за Пулхерия, сестра на бъдещия император Роман III Аргир. Имат дъщеря, която още по време на управлението на Василий II се омъжва за бъдещия император Константин IX Мономах.
Самият Василий се споменава за първи път по време на управлението на Константин VIII (1025 – 1028), когато заема ранг патрикий. През това време той влиза в конфликт с Пресиян, управителя на тема Вукеларион, който ескалира до бой или битка между двамата (според едно мнение става въпрос за дуел, а според друго - за феодална война). Император Константин заточил и двамата мъже на Принцовите острови: единия – на остров Плати, другия – на Оксия. Склир е обвинен в планиране на бягство и в резултат на това е ослепен; според Йоан Скилица, самият Пресиян се разминал на косъм със същата съдба, но вместо това бил освободен.
Когато на власт идва Роман III, Василий е реабилитиран и повишен в ранг магистър. Според едно мнение той бил издигнат допълнително в ранг на вест и е назначен за стратег на тема Анатоликон. В един момент, изглежда, Василий също заговорничел срещу своя зет, тъй като през 1033 г. Роман III изгонил и двамата със съпругата му от Константинопол.
Арогантността на Василий Склир и неговите роднини, които управлявали владенията си почти като независими господари, е остро критикувана от съвременния им правист Евстатий Ромей.

## Препратки
1. ↑  PmbZ, Basileios Skleros (#21113); Romanos Skleros (#26854); ODB, с. 1911–1912, "Skleros" (A. Kazhdan); Vannier 1975, 10. – Pulchérie (Argyropoulina) (ca. 965 – avant avril 1034).
2. ↑  PmbZ, Basileios Skleros (#21113); Vannier 1975, 10. – Pulchérie (Argyropoulina) (ca. 965 – avant avril 1034).
3. ↑  PmbZ, Basileios Skleros (#21113); Stouraitis 2003.
4. ↑  Антонов 2018, с. 41 – 42.
5. ↑  PmbZ, Basileios Skleros (#21113); Prusianos (#26775); Антонов 2018, с. 42.
6. ↑  PmbZ, Basileios Skleros (#21113); Stouraitis 2003; Vannier 1975, 10. – Pulchérie (Argyropoulina) (ca. 965 – avant avril 1034).
7. ↑  Stouraitis 2003.
8. ↑  PmbZ, Basileios Skleros (#21113); Vannier 1975, 10. – Pulchérie (Argyropoulina) (ca. 965 – avant avril 1034.
9. ↑  ODB, с. 1911–1912, "Skleros" (A. Kazhdan).